# نقل الأعضاء بين الكائنات الحية
نقل الأعضاء بين الكائنات الحية (Xenotransplantation) هو نقل الخلايا الحية ،الأنسجة أو الأجهزة في من كائن لتوضع في كائن آخر. هذه الخلابا، الأجهزة أو الأنسجة تسمى بالطعوم المغايرة أو الطعوم الأجنبية xenografts كزراعة خلايا الخنزير في الإنسان.
زراعة الأعضاء قد تسهم في علاج لإنهاء مرحلة فشل العضو.
كماتثير الروايات الطبية، القانونية وكذلك القضايا الأخلاقية. واستمارا القلق من أن أعمار الخنازير أقل من عمر الإنسان

وكذلك اختلاف نسبة عمر الخلية.

كما أن انتقال الأمراض وتغير الرمز الجيني للحيوانات تثير القلق، هناك أعداد قليلة منشورة نجحت عملية الزراعة لها.

## استخدامات مستقبلية واعدة
نقص أجهزة الزراعة السريرية في العالم حيث 60% من المرضى الراغبين في استبدال الخلايا الميتة لايزالون في قائمة الانتظار،

الجيل السابق لاحظ رفض الجسم للأعضاء المزروعة من كائن آخر كالخنزير، وقد يكون قريبا بالإمكان التقليل من مخاطر الرفض واستخدام أنسجة بديلة لأنسجة الإنسان ربما تنهي نقص الأنسجة.وهناك إجراءات أخرى حيث تعمل تجارب سريرية في وقت مبكر
الهدف من استخدام خلايا أو أنسجة من كائن آخر علاج مايهدد الحياة والأمراض المنهكة كالسرطان ومرض السكري وفشل الكبد ومرض الرعاش.
وفي حال اكتملت العملية بنجاح يمكن الاحتفاظ بالخلايا المزروعة طوال العمر، ونجد أن الخلايا والأنسجة أكثر سهولة من الأجهزة للزراعة.

قد تنقذ زراعة الأعضاء آلاف المرضى المنتظرين للمتبرعين بأعضائهم. خلايا الحيوانات كالخنزيرأو القرد الرباح المعدلة وراثيا بجينات الإنسان تعمل على خداع جهاز الإنسان المناعي ليتقبلها كجزء منه 

زراعة أنسجة المبيض الفئران الناقصة المناعة (المعراة) استخدمت فعليا في البحوث لدراسة تطوير جريبات المبيض.
الجريبات الناضجة وضعت حتى بعد تقييم الدراسات السريرية لأنسجة المبيض

## إمكانية منح الأجهزة الحيوانية في المستقبل
لتقارب الأنسجة الحيوانية من أنسجة الإنسان تم النظر في إمكانية زرعها في الإنسان، فـ الشمبانزي يعتبرالخيار الأمثل لزراعة أعضائه 

وذلك لأنها مماثلة لحجم خلايا الإنسان وكذلك لتوافق فصيلة الدم ،إلا أن الشمبانزي مدرج في قائمة الحيوانات المهددة بالانقراض ,

لذلك تم البحث عن جهات مانحة أخرى كالقرد الرباح إلا أنها أيضا غير جيد ة وتكمن المشكلة في صغر حجمها وندرة فصيلة دم O (من الجهة المانحة) وطول فترة الحمل وقلة الإنتاج (النسل)، 

والمشكلة الرئيسية من استخدام القرود زيادة خطر اتقال الأمراض لارتباطها بالإنسان.
ويعتقد حاليا بأن الخنازير هي أفضل جهة للتبرع بالأعضاء، خطر انتقال الأمراض منخفض وذلك لزيادة نمو وتطور الإنسان وهي متاحة حيث تم ترشيح الأعضاء ذات الحجم المناسب، واحتمال وجود عوامل معدية قليل حاليا وقد تم تهجين عدد من الأجيال.
التجارب الحالية لزراعة الأعضاء تستخدم الخنزير كجهة مانحة وقرد الرباح.

## الحواجز والقضايا
الحواجز المناعية

حتى الآن لاتوجد عملية زراعة ناجحة وهناك العديد من العقبات لإستجابة الجهاز المناعي 

هذا الرد بشكل عام محبط ويؤدي في النهاية إلى رفض فكرة زراعة الأعضاء، وفي بعض الحالات تؤدي زراعة الأعضاء إلى الوفاة الفورية،

وهناك عدة أنواع لرفض الجهاز المناعي وتشمل :
1-	الرفض القطعي
2-	رفض الأوعية الدموية
3-	الرفض الخلوي
4-	الرفض المزمن
رد الفعل السريع والعنيف للأجسام المضادة يسمى XNAs
الرفض العنيف
يحدث رد الفعل العنيف في غضون دقائق إلى ساعة من الزراعة بواسطة XNAs التركيب الداخلي للعضو المتبرع به فيسبب تنشيط جميع أجهزة الإنسان مسببا خطرا داخليا كالالتهاب والتخثر والنخر.

XNAs ينتج ويتم انتقاله عبر الدم، معظم الأجسام المضادة تتبع التصنيف IgM كما تشمل أيضا IgG وIgA
يستهدف XNAs رابطة الفا في مجموعة الجلوكوز (Gal-α-1,3Gal) تنتج بواسطة أنزيم وراثي.
التغلب على الاستجابة العنيفة
1-	وقف تسلسل الاستجابة باستخدام سم الكوبرا خلال وضع مستقبلات قابلة الذوبان مضاد - C5 للأجسام المضادة أو المانع C1 (C1-INH)، ويعبيب هذه الطريقة وجود سم الكوبراوالأهم من ذلك حرمانه من العلاجفي حال استمر النظام في عمله.
2-	تهجين الأنسجة (الهندسة الوراثية ’،الخنزير)

1,3 إلغاءمن الجين الوراثي galactosyl ،جينات الخنازير لاتحوي أرقام الجينات للأنزيم المسؤول
عن إنتاج Gal-α-1,3Gal

3-	إضافة إلى أن الأنزيم الوراثي-H يتنافس(α 1,2) مع أنزيم galactosyl المسؤول عن إنتاج الجلوكوز بالتالي يقلل α-Gal بنسبة 70%

4-	اضطراب اكتمال منظمات النمو (CD55, CD46, CD59) لوقف تتالي الاستجابة 

5-	مصل الإنسان يزيل 1,3 من galactosyl ويقلل خطر التنشيط واستجابة الخلايا مثل CTL (CD8 T cells)
واكتمال التنشيط ويؤخر الحساسية
رد الفعل العنيف للأوعية الدموية
هذا النوع من الانفعال يحدث خلال 2-3 أيام، وهذا الانفعال معقد للغاية ولم يتم فهمه حتى الآن،

انفعال الأوعية الدموية الحاد يتطلب بروتين de novo ودفعه بين الخلايا الدخيلة والخلايا والأجسام المضادة المفردة وكذلك النسيج الضام والصفائح الدموية، ويمكن ملاحظة الاستجابة بانتشار التهاب في معظم الأنسجة الضامة والقتل للخلايا الطبيعية (وأعداد صغيرة من T - Cell) وتخثر الدم داخل الأوعية ونخر fibrinoidعلى جدران الأوعية 

روابط XNAs السابق ذكرها الأنسجة الضامة للمانح وكذلك البطانة نفسها، رابطة XNAs تزيد مستوى التخثر وإفرازات الخلايا الملتهبة وبروتين chemokines كذلك التصاق جزيئات كريات الدم البيضاء مثل E-selectin أيضا التصاق الجزيئات بين الخلايا (ICAM-1) والتصاق جزيئات خلايا الأوعية الدموية (VCAM-1) 

ردود الفعل هذه تزيد ترابط سلاسل البروتين وموانع تجلط الدم والالتهاب،، عموما عدم التوافق الجزيئ بين جزيئات الجهة المانحة والمستقبلة قد لايحدث.
التغلب على رد فعل الأوعية الدموية 

1-	إدارة الثرومبين الصناعي لمنع وتضمين تخثر الدم 

2-	نضوب الأجسام المضادة للأنتي جلوكوز (XNAs) بالامتصاص المناعي لمنع تنشيط الخلايا الغشائية 

3-	تثبيط تنشيط الأنسجة الضامة (بتحفيز CD4+ T-Cell) وخلايا NK
التكيف 

يحدث التكيف إذا تم تجنب رد فعل الأوعية الدموية ،و بقاء الطعوم الدخيلة على قيد الحياة برغم وجود XNAs، توقف التصاق الطعم من توقف رد الفعل الخلطي، عندما توقف الانتشارالمتسلسل هذا يشير إلى إزالة الأجسام المضادة أو غيرت وظيفتها أو تغيرت المضادات السطحية للطعوم الدخيلة وهذا يسمح للطعم الدخيل بالانتظام ووقاية الجينات، وتساعد في مقاومة الجرح heme oxygenase-1
رد الفعل الخلوي
1-	قتل الخلايا الطبيعية، يحدث بتراكم الخلايا الداخلي 

2- تلف الخلايا اللمفاوية عند ما تنشط الجزيئات مباشرة عن طريق MHC، وبشكل غير مباشر عن طريق الطعوم الدخيلة.

التغلب على رد الفعل الخلوي
للتغلب على رد الفعل الخلوي
تستخدم الخيمرا المنتجة للدم، زراعة خلايا جذعية في نخاع العظم للمستلم، نخاع العظام والخلايا الجذعية تنشط الخلايا المنتجة للدم من خلال عملية إنتاج الدم ممايؤدي إلى إحياء الخلايا اللمفاوية السابقة ووتنتقل إلى الغدة الزعترية، فيزيل الخلايا T cells السلبية، 

وجود الخلايا الجذعية المانحة في النخاع للمستلم تعمل على إخضاع خلايا T cells وموتها.
رد الفعل المزمن 

آخر أنواع ردود الفعل ويعتبر بطئ ومتدرج ويوصف عادة في الزراعة ببقاء الحياة في مراحل الرفض الأولى، ويجهل العلماء آلية عمل هذا النوع من الرفض والمعروف فقط أن XNAs وكذلك استكمال عمل النظام لايشارك في هذا النوع، ونتيجة لرد الفعل يحدث تليف للطوم المانحة، سيتوكين (تحفز الخلايا اللمفية) وقد يكون تصلب لشرايين هو السبب الرئيسي لرد الفعل المزمن 

الخلايا اللمفية المنشطة بالمضادات تعمل على إفراز مواد تعمل على نمو العضلات الملساء ومن ثم تراكمها على جدرانالأوعية الدموية بالتالي تتصلب الأوعية وتضيق، هذه التغيرات تعمل على إنهاك العضو ولايمكن إجراء عملية زراعة أخرى إلا بعد سنوات عديدة
الفسيولوجيا (علم وظائف الأعضاء)
تجرى بحوث واسعة لتحديد أعضاء الحيوانات التي يمكن زراعتها ويكون لها نفص الخصائص الفسيولوجية للأعضاء الإنسان، والأمور المدروسة تشمل :

1-	اختلاف حجم الجهاز، وتحمل جسم الممنوح له في المستقبل عند زراعته 

2-	العمر، حيث أن عمر الخنازير تقريبا 15 سنة، ولانعلم هل يمكن للطعم الدخيل العيش أكثر من ذلك أم لا ؟

3-	اختلاف الهرمونات والبروتينات ،هذا الاختلاف قد يعطل عمليات هامة 

4-	التكيف، عمل قلب الخنزيرعلى سبيل المثال يختلف وكذلك الضغط الذي يتحمله مختلف عن ضغط الإنسان

5-	درجة الحرارة، حرارة جسم الخنزير 39 درجة مئوية (أعلى من متوسط درجة جسم الإنسان بدرجتين) والتساؤل هل هذا الاختلاف قد يؤثر على عمل الأنزيمات ؟
الطعم الحيواني
بالإنجليزيةXenozoonosis
يسمى أيضا zoonosis أو xenosis وهو نقل الأعضاء من مكان لآخر، مثل نقل أعضاء الحيوانات للإنسان. 

احتمالية نقل العدوى في هذا النوع من النقل منخفضة سابقا، نجد حاليا أنفلونزا الطيور حيث يمكن انتقالها إلى الإنسان ويساهم زرع الأعضاء في زيادة الفرص المتاحة لانتقال العدوى 

في عام 2005 أعلنت منظمة الصحة الأسترالية ومجلس البحث الطبي (NHMRC) التوقف عن زراعة الأعضاء ونقلها من الحيوانات إلى الإنسان لمدة 18 عام وذلك لتلافي مخاطر اتقال الفيروسات التي لم يتمكن بعد من علاجها، وألغت ذلك بعد عام 2009 وذكرت بأنه المخاطر تعتبر ضئيلة ويمكن التغلب عليها نقلا عن التطورات الدولية بشأن زراعة الأعضاء بواسطة منظمة الصحة الدولية والوكالة الأوربية للأدوية.
الفيروسات الخنزيرية الخطيرة
وهي فيروسات داخية المنشأ وهي بقايا فيروسات معدية قديمة وجدت في معظم جينات الثدييات إن لم تكن جميعها، مدموجة مع كروموسال حمض نووي ريبوزي منقوص الأكسجين تنتقل بالتوارث تعمل على حذف الجينات المتراكمة مع الوقت وهي عادة غير معدية إلا أنه قدتتحول إلى العكس 

الفيروس البروتيني داخلي مرتد (PERVS) تم اكتشافه عن طريق الفيروسات الرجعية في خلايا الكلى، معظم سلالاته خنزيرية حيث يوجد 50 جين في DNAالخنزير.ويرجح أنها قادرة على إنتاج فيروسات معدية، لذلك يجب تحديد التسلسل لكل جين يشكل تهديد وخطر وبإعداة التركيب الجيني ونقص (PERVS) قد يؤدي إلى ظهور الفيروس المعدي 

وهناك 3 مجموعات فرعية معدية لــ PERVs وهي (PERV-A, PERV-B, and PERV-C)
أخلاقيات
تعتبر زراعة الأعضاء مثيرة للجدل منذ البداية.
-	جمعيات عديدة بما فيها جمعية حقوق الحيوان تعارض بشدة قتل الحيوانات وأخذ أعضائها واستخدامها للإنسان
-	المعتقدات الدينية مثل الإسلام واليهودية تحرم أكل الخنزير، إلا أنه يمكن تجاوز ذلك للحفاظ على حياة الإنسان
-	أيضا بعض القضايا وتشمل تعقيدات الموافقة على موضوع البحث وكذلك موضوع اختيار الإنسان لذلك وحقوق الأطباء والمرضى وكذلك التعليم العام 

```
(كما أن العدي من الشركات تجري التجارب دون وعي تام)
```

## اقرأ أيضا
1. Jorge Guerra González: Infection Risk and Limitation of Fundamental Rights by Animal-To-Human Transplantations. EU, Spanish and German Law with Special Consideration of English Law. Verlag Dr. Kovac, Hamburg 30 March 2011, (ردمك 978-3-8300-4712-4).
2. Cooper, David K.C.; Lanza, Robert P. (2000). Xeno: The Promise of Transplanting Animal Organs into Humans. Oxford: Oxford University Press. pp. 304. (ردمك 978-0-19-512833-8). http://www.oup.com/us/catalog/general/subject/Medicine/Ethics/~~/dmlldz11c2EmY2k9OTc4MDE5NTEyODMzOA==.
3. McLean, Shella A.M.; Williamson, Laura (2005). Xenotransplantation: Law and Ethics. Aldershot: Ashgate Publishing ltd. pp. 290. ISBN 0-7546-2379-3.